# Volotea
« Nous relions les villes Volotea »
Volotea Airlines (code AITA : V7 ; code OACI : VOE) est une compagnie aérienne à bas prix espagnole fondée en 2012. Son siège social est situé à l'aéroport des Asturies et sa principale base opérationnelle est située à l'aéroport de Nantes Atlantique. Volotea Airlines relie principalement des capitales régionales et des petites et moyennes villes en Europe.
Carlos Muñoz et Lázaro Ros, les fondateurs de Volotea Airlines, sont aussi les fondateurs de Vueling Airlines.

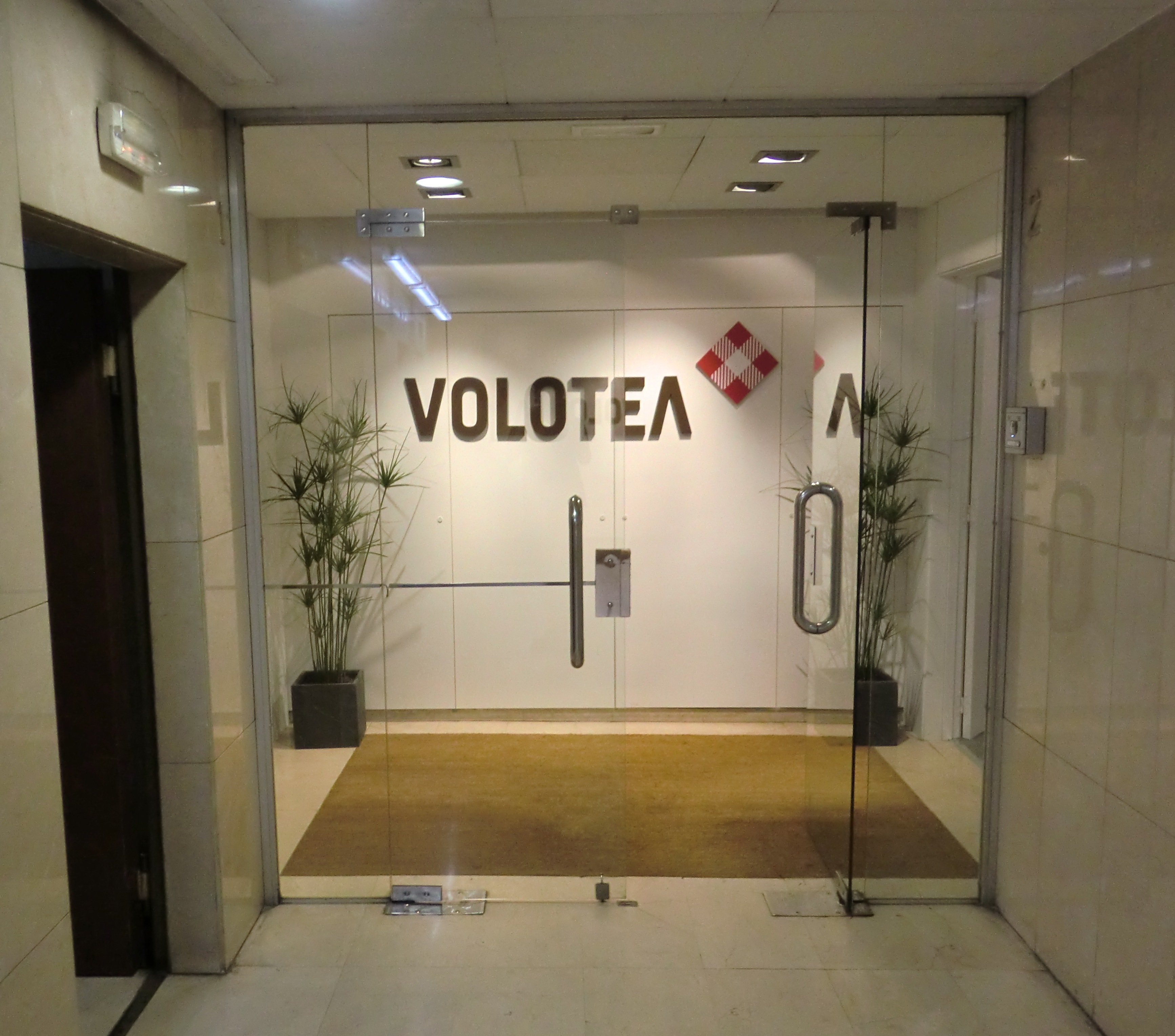
Le siège social de la compagnie à Barcelone.

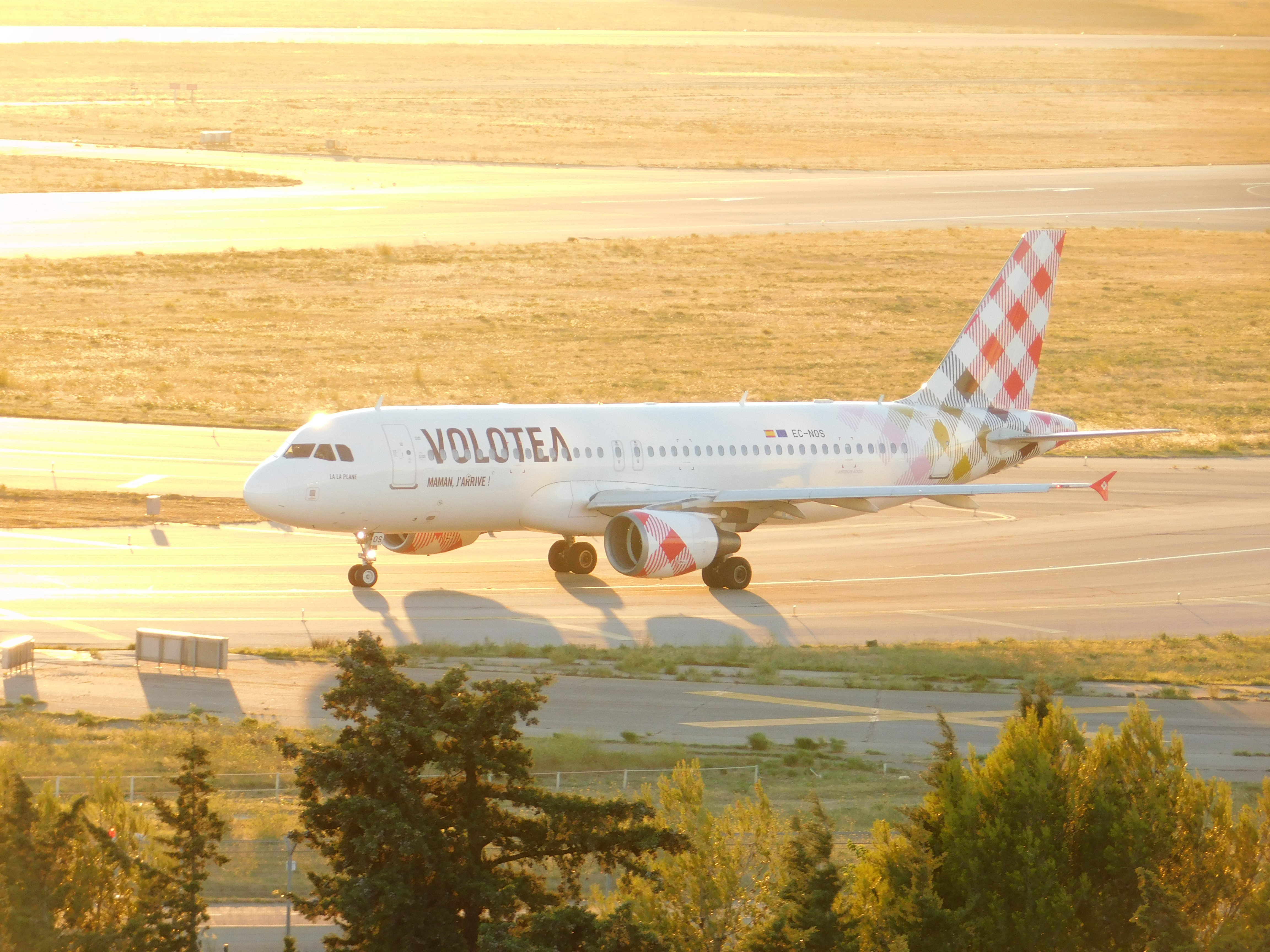
Airbus A320 Volotea sur le tarmac de l'Aéroport Marseille Provence.

## Historique

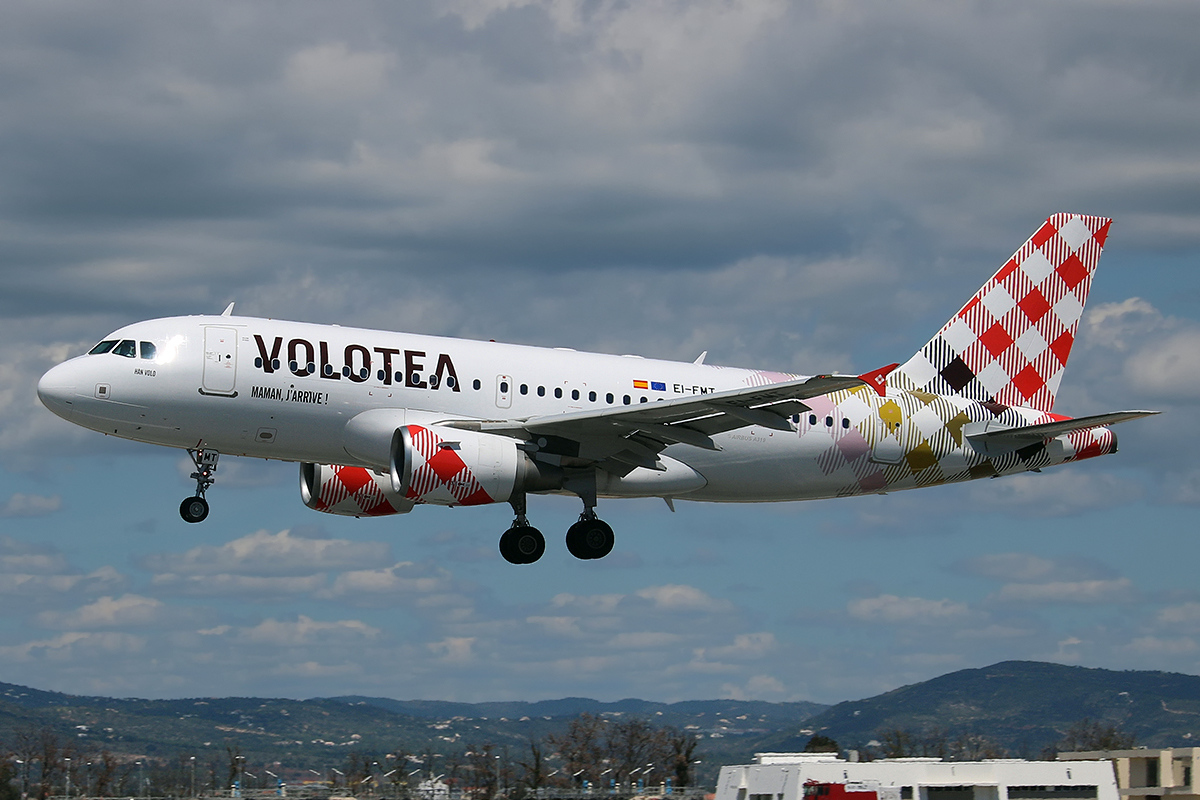
Un des Airbus A319 de Volotea.

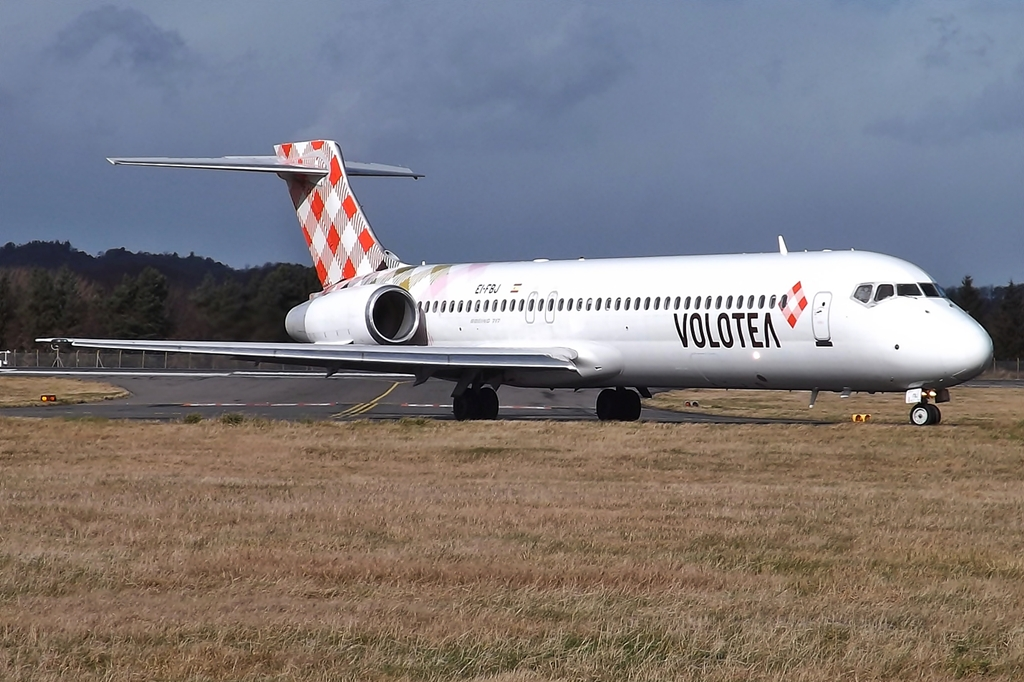
Un des Boeing 717 de Volotea.

Volotea est fondée en 2012 par Carlos Muñoz et Lázaro Ros, qui avaient fondé Vueling quelques années plus tôt. Le nom de la compagnie viendrait du verbe espagnol revolotear, signifiant « voltiger » en français.
Après avoir étudié le Bombardier CRJ1000 et l'Embraer E-195, Volotea sélectionne le Boeing 717 et signe, le 15 février 2012, un contrat de location longue-durée auprès de Boeing. La flotte se compose alors de trois B717 offrant 125 sièges.
La compagnie commence ses opérations le 5 avril 2012 avec un vol reliant Venise à Palerme,. Volotea atterrit pour la première fois en France le 25 avril 2012 lors d'un vol Venise - Bordeaux. Dès juin 2012, Volotea ouvre sa première base opérationnelle en France, à l'aéroport de Nantes-Atlantique[réf. souhaitée]. Lors de l'été 2012, Volotea ouvre une base saisonnière à l'aéroport d'Ibiza, cependant cette dernière ne sera jamais reconduite par la suite[réf. souhaitée].
En 2013, Volotea poursuit son expansion en ouvrant des bases à Palerme et Bordeaux, chacune étant dotée de 2 B717. Le 4 novembre 2013, Volotea annonce avoir atteint le chiffre de 400 000 passagers passés par l'aéroport de Nantes et officialise un partenariat de sponsoring avec le FC Nantes.
En 2015, la société ibérique ouvre trois nouvelles bases, à l'aéroport de Strasbourg[source insuffisante], à l'aéroport des Asturies, ainsi qu'à l'aéroport de Vérone, ce qui porte à 7 le nombre de bases opérationnelles de la compagnie[source insuffisante].
En novembre 2015, Volotea annonce vouloir devenir « une compagnie 100 % Airbus dans les années à venir » grâce à l’acquisition d'Airbus A319, permettant d’offrir plus de sièges, la capacité des avions passant de 125 sièges sur les B717 à 156 sièges sur les A319.
Pour la saison 2016-2017 de Ligue 2, la compagnie devient partenaire officiel du club de football professionnel, le Racing Club de Strasbourg Alsace. Elle base également un B717 à l'aéroport de Toulouse dès mars 2016. La même année, les premiers A319, au nombre de 4, remplacent les B717 à Nantes.
En 2017, Volotea porte sa flotte d'A319 à 9 appareils, basés à Nantes, Bordeaux et Toulouse. Elle ouvre également sa 9e base à Gênes où stationnent deux B717.
Elle annonce le 19 octobre 2017 la décision de déménager son siège dans les Asturies en raison de l'instabilité politique en Catalogne afin de « garantir le développement de son activité ». La France est alors le principal marché de Volotea, la compagnie y réalisant 45 % de son activité avec 14 appareils basés à Nantes, Bordeaux, Toulouse, Marseille, Strasbourg.
Volotea a transporté 4,82 millions de passagers en 2017 soit une augmentation de 42 % par rapport à 2016. Son chiffre d'affaires a quant à lui progressé de 23 % pour atteindre 307,5 millions d'euros, lui permettant de réaliser un bénéfice d'exploitation de 8,3 millions d'euros.
La compagnie atteint les 15 millions de passagers transportés le 15 février 2018, et offre une année de vols gratuits à l'heureuse élue lors d'une cérémonie à l'aéroport de Nantes.
En 2018, Volotea a ouvert trois nouvelles bases dans les aéroports de Marseille-Provence, Bilbao, et Athènes. La même année, la compagnie acquiert 4 Airbus A319 de 156 sièges, auparavant chez easyJet, qui portent à 13 le nombre d'Airbus dans la flotte. L'aéroport de Nantes-Atlantique devient la première base opérationnelle de la compagnie, cinq A319 offrant plus d'un million de sièges y étant basés.
Le 11 octobre 2018, la compagnie espagnole annonce avoir transporté 20 millions de passagers depuis son lancement.
Sur l'ensemble de l'année 2018, Volotea a transporté 6,57 millions de passagers (+36 % par rapport à 2017) dont 2,9 millions en France. Le taux de remplissage atteint 93,1 % (+7,7 points par rapport à 2017) tandis que le taux de ponctualité dépasse les 76 %, classant la low-cost ibérique parmi les plus ponctuelles d'Europe. Le chiffre d'affaires a progressé de 29 % pour s'établir à 396,1 millions d'euros. Dans le même temps, le résultat d'exploitation s'élève à 13,6 millions d'euros, en hausse de 63% par rapport à 2017. La compagnie espagnole emploie, en 2018, plus de 1 300 salariés dont près de 400 en France.
En 2019, la low-cost ibérique a basé 2 Airbus A319 à Cagliari portant ainsi à 14 le nombre de bases de la compagnie à travers l’Europe. 6 nouveaux Airbus A319 ont rejoint la flotte qui se compose de 36 appareils. Au cours du premier trimestre, Volotea est la compagnie la plus ponctuelle d'Europe selon l'organisme indépendant FlighStat, 90,4 % des vols étant arrivés à l'heure.
Depuis le 4 novembre 2019, Volotea assure également le service de navette « Airbus Air » pour les employés d'Airbus entre ses usines de Toulouse et de Hambourg. La compagnie a été désignée par Airbus pour opérer deux vols par jour entre ses deux sites pendant une durée de 5 ans.
En 2020, en raison de la crise sanitaire du Covid-19, Volotea adapte son réseau et décide de se focaliser sur les réseaux domestiques, notamment en France, en Italie et en Espagne[réf. souhaitée].
Le 10 janvier 2021, Volotea annonce le dernier vol commercial des 14 derniers Boeing 717-200 qu'elle possédait qui seront remplacés par au-moins 15 jusqu'à 19 A320. Jusqu’à leur arrivée, sa flotte est constituée uniquement d'Airbus A319.
Le 1er juin 2022, Volotea ouvre sa dernière base française à Tarbes reprenant la ligne de délégation de service public sur 
Paris-Orly avec deux vols quotidiens assurés en Airbus A319 ainsi que quatre routes supplémentaires vers Strasbourg, Naples, Palerme et Venise à raison de deux rotations hebdomadaires chacune.
La compagnie est visée par une plainte pour pratiques commerciales trompeuses de greenwashing en compagnie de 16 autres compagnies par 22 associations européennes de consommateurs en juin 2023.
À l'été 2023, Volotea devient la première compagnie domestique en France en desservant 61 destinations sur le territoire
.
Le 18 avril 2024, Volotea ouvre sa 20e base sur l’aéroport de Brest et propose une quinzaine de destinations. Un Airbus A320 est ainsi basé à Guipavas.
En août 2025, Volotea signe un accord avec les compagnies French Bee et Air Caraïbes, qui opèrent dans les Caraïbes, afin de fluidifier les correspondances et simplifier les liaisons entre l'Europe et cette région du monde.

## Destinations
Volotea dessert les capitales régionales, petites et moyennes villes d'Europe entre elles par des vols directs, sans escale et à prix bas. Elle dessert également des destinations touristiques comme les îles Baléares ou les îles Canaries ainsi que de nombreuses îles grecques.

### Algérie
La low cost a inauguré mi-décembre 2021 ses premiers vols vers l’Algérie, dévoilés au printemps 2021 pour le mois de septembre puis reportés en raison de la pandémie de Covid-19.

### France
En septembre 2023, Volotea dessert 61 destinations en France.

## Flotte[35]
Volotea était la dernière compagnie aérienne utilisant des Boeing 717 en Europe. Après un ultime vol commercial le 10 janvier 2021, elle se sépare des derniers B717 et elle introduit des A320. Les cabines sont configurées en classe économique uniquement.
En novembre 2022, les appareils suivants sont en service au sein de la flotte de Volotea :

## Performances durant la pandémie de Covid-19
Durant la crise économique liée à la pandémie de Covid-19, Volotea, comme les autres compagnies aériennes, est touchée de plein fouet.
Malgré une situation dégradée pour les compagnies aériennes, Volotea a transporté plus de 1,8 million de passagers au cours de l'été 2020 avec un taux d'occupation de 90%. Volotea est une des seules compagnies à faire des profits importants durant cette crise. Pour autant, la compagnie procède a de nombreuses modifications de vols (annulation, report), contraignant les clients à recevoir des avoirs, qu'ils ne peuvent refuser (la compagnie refuse également tout remboursement bancaire - mais rembourse sur le "compte Volotea"). Ses avoirs ayant une durée d'un an, la compagnie ne respecte pas le droit européen. De nombreux citoyens se regroupent alors pour lancer une action et mobiliser le centre européen des consommateurs.
L'ambition de la compagnie pour l'avenir est un développement régional important avec l'ouverture de nouvelles bases principalement en Espagne. Si l'accord entre IAG (International Airlines Group) et Air Europa se concrétise début 2021, cela impliquera un élargissement de la flotte avec de nouvelles routes afin d'éviter tout monopole sur le marché espagnol.